# Wodzirej
Wodzirej és una pel·lícula polonesa del 1977, dirigida per Feliks Falk, rodada segons un guió original. La pel·lícula pertany al Cinema de l'inquietud moral i presenta la història de Lutek Danielak (Jerzy Stuhr), un líder que es troba en una posició llunyana en la jerarquia empresarial, que vol accelerar la seva carrera utilitzant xantatge, informació i altres activitats poc ètiques.
Wodzirej va rebre el Raïm Daurat al festival Lubuskie Lato Filmowe, i Falk juntament amb Stuhr i el càmera Edward Kłosiński van rebre el premi Don Quixot a la mateix festival. Jerzy Stuhr també va ser guardonat per aquest paper al Festival Internacional de Cinema de Chicago.

## Argument
El personatge principal de Wodzirej és Lutek Danielak, que es troba en un lloc llunyà de la jerarquia dels líders a la branca provincial d'Estrada. Les seves tasques diàries inclouen, entre d'altres, la gestió de festes per a nens i jubilats i jocs escolars. Al no tenir el seu propi apartament, resideix en una habitació de lloguer amb un company de feina, Romek. Per enveja cap als seus col·legues sèniors, decideix sol·licitar la direcció d'una prestigiosa festa, que s'organitza amb motiu de l'obertura de l'hotel "Lux". El director del Departament de Cultura li promet ajuda a Lutek, però l'aspirant capdavanter intenta vèncer als competidors més antics: Sikora, Majer, Lasota i Myśliwiec. Els mètodes que implementa inclouen denúncies anònimes, xantatge de competidors, traïció d'amics i fins i tot oferir favors sexuals. A poc a poc, Danielak enfonsa els altres competidors, inclòs Romek. En última instància, Lutek Danielak té l'encàrrec de conduir la seva festa de somni no gràcies a les seves accions, sinó gràcies a la intercessió del director, que va complir la seva paraula tal com va prometre a Danielak. Lutek, ple d'entusiasme, esdevé malhumorat quan Romek, després d'haver assabentat de les activitats maquiavèliques del seu company de pis, li dona un cop de puny públicament a la cara durant la festa.

## Repartiment
- Jerzy Stuhr - com a Lutek Danielak
- Sława Kwaśniewska - com a Mela, antiga empleada d'"Estrada"
- Wiktor Sadecki - com a company Czesław Lasota
- Michał Tarkowski – com Romek Hawałka
- Ewa Kolasińska - com Iza, la dona de Romek
- Ryszard Kotys - com a Kazik, el germà de Danielak
- Alfred Freudenheim – com a director d'"Estrada"
- Bohdan Krzywicki - com a Majer
- Andrzej Urbańczyk – intèrpret
- Jana Švandová – com a Urszula, la xicota de Danielak
- Paweł Nowisz - com a dependent d'una botiga de televisió
- Mirosława Marcheluk com a Danka, la dona de Danielak
- Marian Cebulski - com a lluitador
- Jerzy Kryszak - com Rysiek Przybylski
- Mieczysław Surwiłło - com a president d'una cooperativa d'habitatge
- Halina Wyrodek - com a amfitriona
- Bogusław Sobczuk - com a director del Departament de Cultura
- Mieczysław Kobek – com el Sr. Mietek
- Aleksander Fabisiak - com Witek Kobus, advocat, col·lega de Danielak
- Jerzy Wasiuczyński - com el Sr. Jurek
- Jerzy Braszka - com a intèrpret
- Aleksandra Kisielewska - com a Nina, amiga de Przybylski
- Tadeusz Huk - com a fotògraf Tomek
- Bogusław Linda - com a metge d'urgències
- Edward Hulewicz - en el paper de si mateix, un cantant al ball

## Producció
El director de la pel·lícula, Feliks Falk, va explicar l'elecció del paper principal de la següent manera:
| « | Quan vaig triar Jerzy Stuhr, em vaig centrar en l'autenticitat i la intensitat. Stuhr té un do extraordinari (més gran, crec, que altres actors) de transmetre la veritat autèntica. Sense perdre res de la seva personalitat, es transforma fàcilment en altres personatges i s'identifica amb ells. Wodzirej sense Stuhr sens dubte es veuria privat d'una certa credibilitat. Mentrestant, volia que el món que es presenta a la pel·lícula fos un món real, tangible que tothom conegui, i que el protagonista –encara que exagerat i degenerat en els seus trets– sigui tanmateix probable. I Stuhr va complir aquesta tasca de manera brillant. | » |

Les fotografies a l'aire lliure es van fer a Cracòvia ( Carrer Wielolepole, el camp del Wisła Cracòvia, Dębniki, hotel Cracovia).

## Recepció
Aleksander Jackiewicz va expressar una opinió positiva sobre Wodzirej, perquè en la seva opinió Mostra […] gent pobre, amb problemes, perseguint un cèntim i algun tipus d'èxit. Perquè el món on operen és hortera [...]. Però per trencar aquest món, necessites dents de llop. Segons Ryszard Konik, Wodzirej va ser "un gran pas endavant per al jove director, com si fos el renaixement d'una personalitat artística. Desinhibit, obert a la realitat i, alhora, sorprenentment eficient professionalment". Bolesław Michałek va assenyalar que la pel·lícula de Falk "no és subtil i no estava pensada per ser-ho, a diferència de W środku lata del mateix director. Però la pel·lícula està magníficament construïda i l'actuació de Jerzy Stuhr és excel·lent".